# Quebrada Ticlacayán
Die Quebrada Ticlacayán, im Oberlauf Quebrada Paclapata, ist ein etwa 18 km langer rechter Nebenfluss des oberen Río Huallaga in Zentral-Peru in der Region Pasco.

## Flusslauf
Die Quebrada Ticlacayán entspringt an der Westflanke des Cerro Ancahuachanan in den westlichen Ausläufern der peruanischen Zentralkordillere auf einer Höhe von ungefähr 4340 m. Sie fließt anfangs knapp 8 km nach Südwesten, nimmt mehrere Zuflüsse von links auf, und wendet sich im Anschluss in Richtung Nordnordwest. Etwa 2,5 km oberhalb der Mündung passiert der Fluss das am rechten Ufer gelegene Distriktverwaltungszentrum Ticlacayán. Das untere Talende wurde mit Tailings (Rückstände im Bergbau) verfüllt, so dass der Fluss die letzten ca. 800 m durch einen Tunnel führt und wenige Meter unterhalb dessen Ende in den Río Huallaga mündet. Die Nationalstraße 3N (Cerro de Pasco–Huánuco) kreuzt den Fluss unmittelbar oberhalb dessen Mündung. Die Mündung liegt zwischen den Ortschaften Cajamarquilla und Malauchaca.

## Einzugsgebiet
Die Quebrada Ticlacayán entwässert ein Areal von etwa 77 km². Das Einzugsgebiet liegt im Westen des Distrikts Ticlacayán in der Provinz Pasco.
Es grenzt im Norden an das des Río Pucurhuay, im Osten an das des Río Huachón sowie im Süden und im Westen an das des oberstrom gelegenen Río Huallaga.